# 橫田飛行場

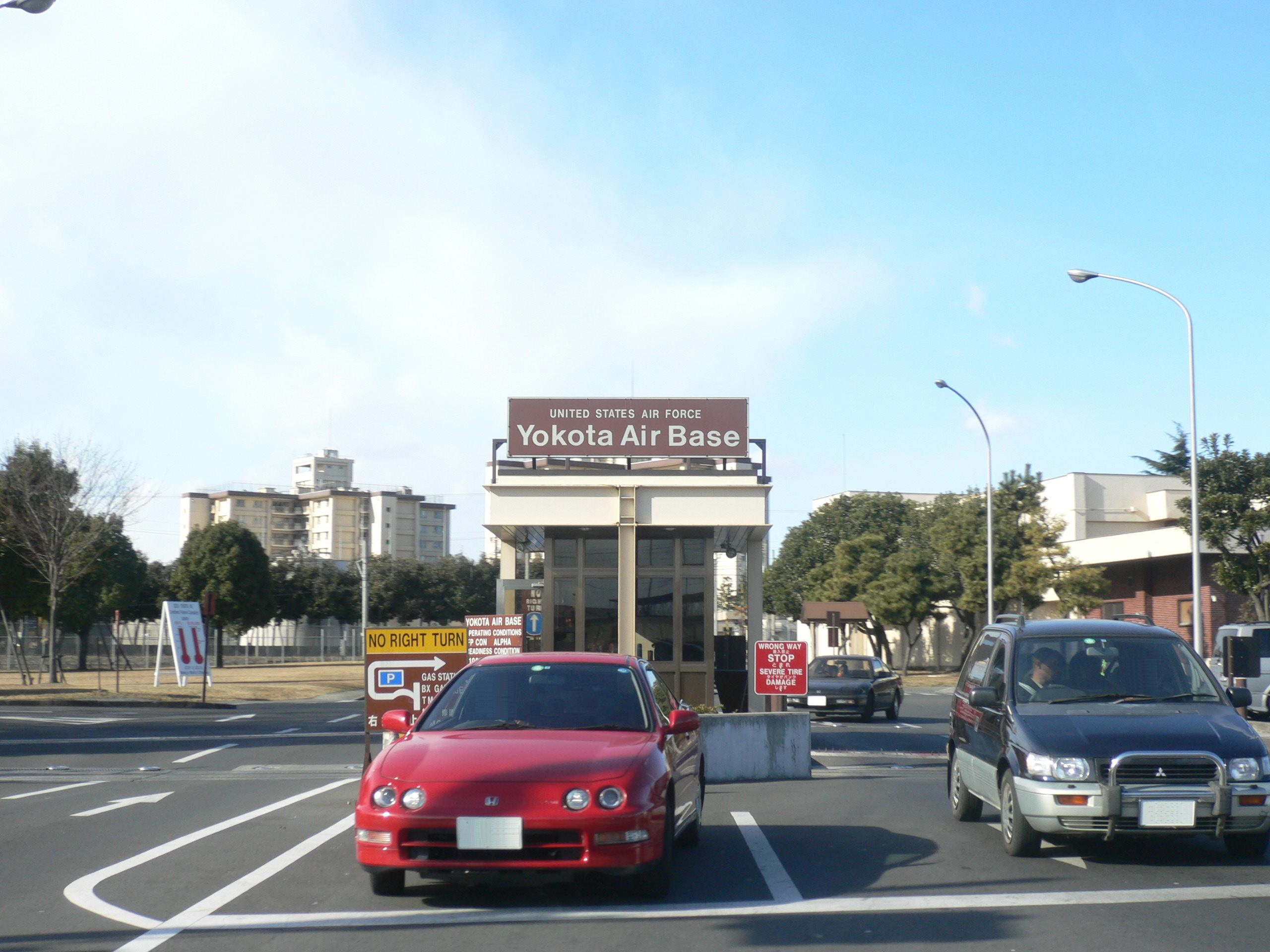
橫田基地的入口（2005年）

橫田基地的空照圖（1989年）

橫田飛行場（日语：／ Yokota Hikōjō）是位於日本東京都多摩地域西部的駐日美軍基地，佔地面積7.13平方公里（713公頃）。
基地位置位於拜島車站北側與東福生車站東側，範圍橫跨福生市、立川市、昭島市、武藏村山市、羽村市、瑞穗町等共5市1町的行政區，為本州境內最大的美國空軍基地。除此之外，也是駐日美軍與美國第五航空隊的司令部所在地與遠東地區的主要基地。雖然是遠東地區全體的軍事空運中繼基地，但基地本身並未設有戰鬥部隊。
美国空军把五架V-22魚鷹式傾斜旋翼機（V-22 Osprey）布署到横田基地。未來鱼鹰機的数量将会提高，並打算把四百五十名军人调往横田基地以執行倾斜旋翼机的後勤工作。

## 沿革
橫田基地前身為1940年（昭和15年），大日本帝國陸軍立川飛行場建設附屬的多摩飛行場，太平洋戰爭中為航空機試驗場。日本戰敗後，1945年9月4日由美軍接收。接收後進行擴建工程，1960年時成為現在的規模。擴張之際，五日市街道和國鐵（現JR）八高線的走線亦需作出變更。韓戰時為B-29轟炸機的出撃基地，越戰時作為補給據點而積極利用，1971年以後戰鬥部隊轉移往沖繩縣的嘉手納基地，現在作為運輸中繼基地和指揮基地使用。

## 基地資料
- 基地總面積：約7,136,413平方公尺

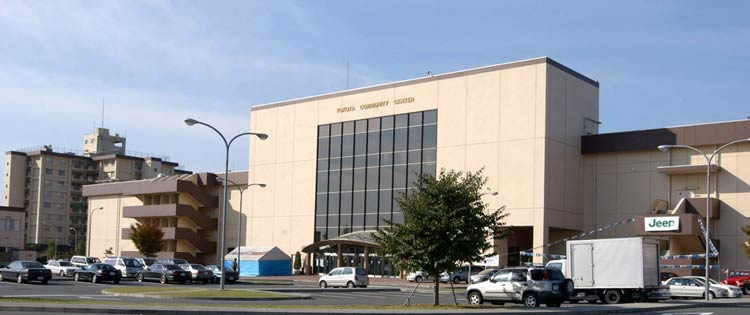
橫田通訊中心

- 跑道：長3,350m，寬60m，1條（Overrun；南側305m、北側300m）
- 設備：塔台、滑行道、機棚、駐機場、整備工場、通信設施、旅客站
- 美軍單位指揮部：駐日美軍司令部、第五航空軍司令部、374空運聯隊（英语：374th Airlift Wing）司令部、聯合國軍後方司令部（英语：United Nations Command–Rear）
- 派駐部隊：730航空機動中隊（英语：730th Air Mobility Squadron）、美國海岸防衛隊遠東分遣隊、DFAS-J（會計業務隊）、空軍軍樂隊、郵政中隊
- 其他設施：消防站、兵員宿舍、軍官宿舍、軍眷住宅、美軍超市、醫院、診所、教會、小中高等學校、大學、幼稚園、射撃訓練場、垃圾處理場、圖書館、郵局、放送局（美軍廣播電台東京站）、快餐店、電影院、體育設施（棒球場、保齡球場、高爾夫球場等）
- 基地内人口：約10,000人（軍人、軍屬約4,000人，家眷約6,000人）
- 日本籍從業員：約2,200人
- 常駐飛行器：C-130－14架、C-12－3架、UH-1直昇機－4架、V-22－5架

基地在每年9月中選定一個星期的星期六至星期日（2018年為9月15至16日，2019年為9月14至15日）舉辦「橫田基地日美友好祭」（日語：横田基地日米友好祭），平時無法進入基地的一般人可從第5閘門進入基地參觀。基地內除吸菸區外，全面禁菸。

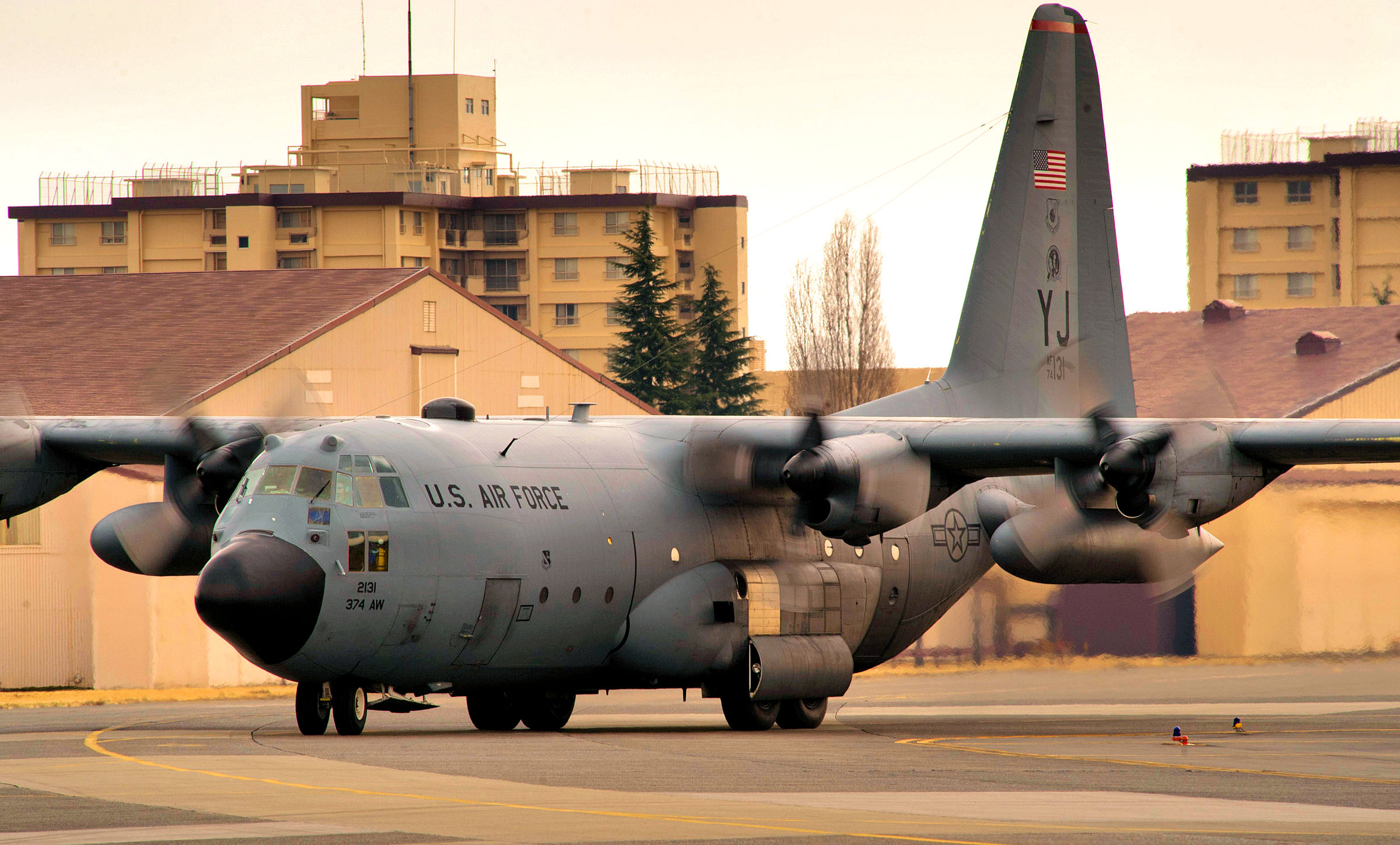
基地內美國空軍374空運聯隊（英语：374th Airlift Wing）的C-130H運輸機（攝於2011年3月25日）
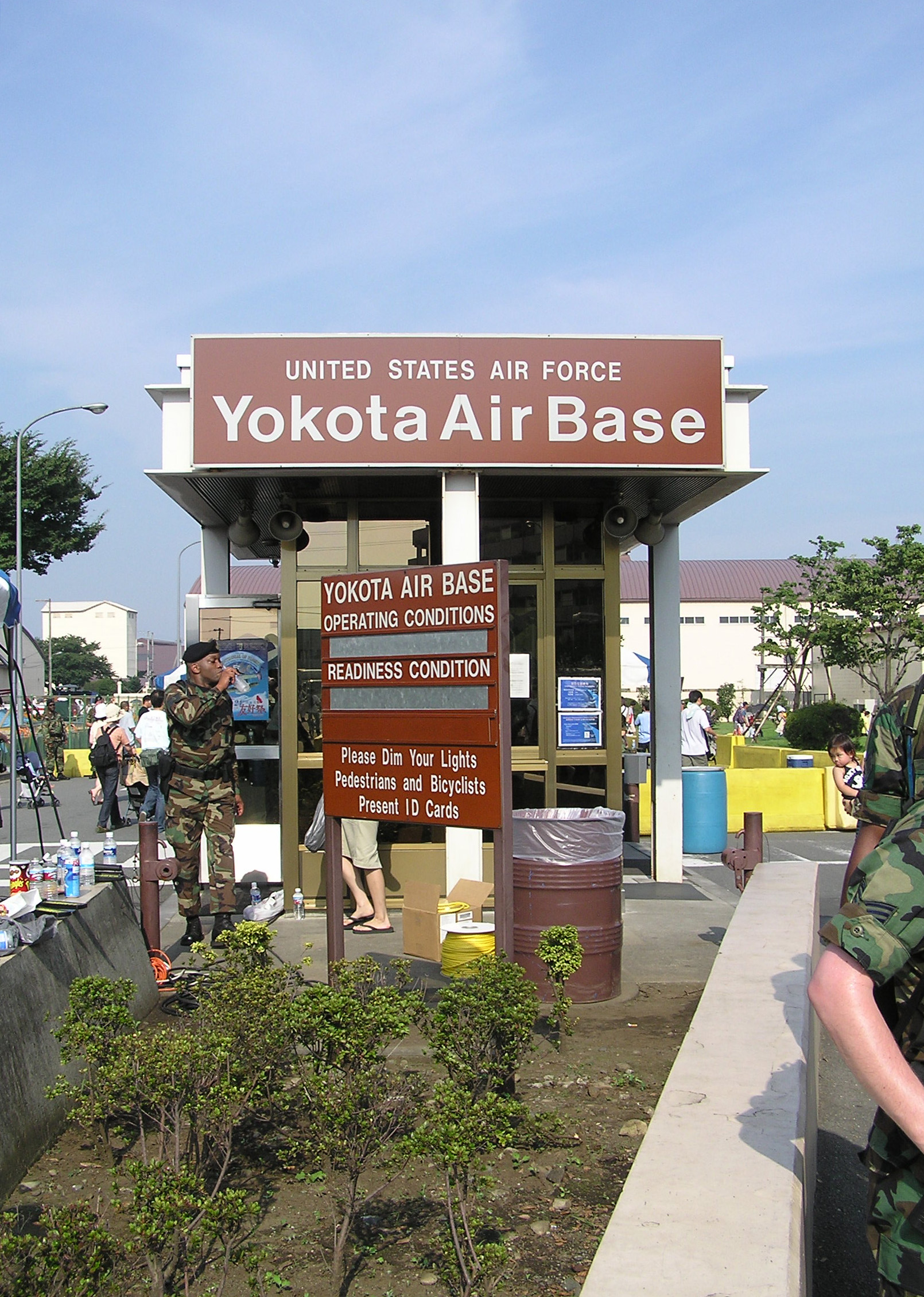
第5閘門
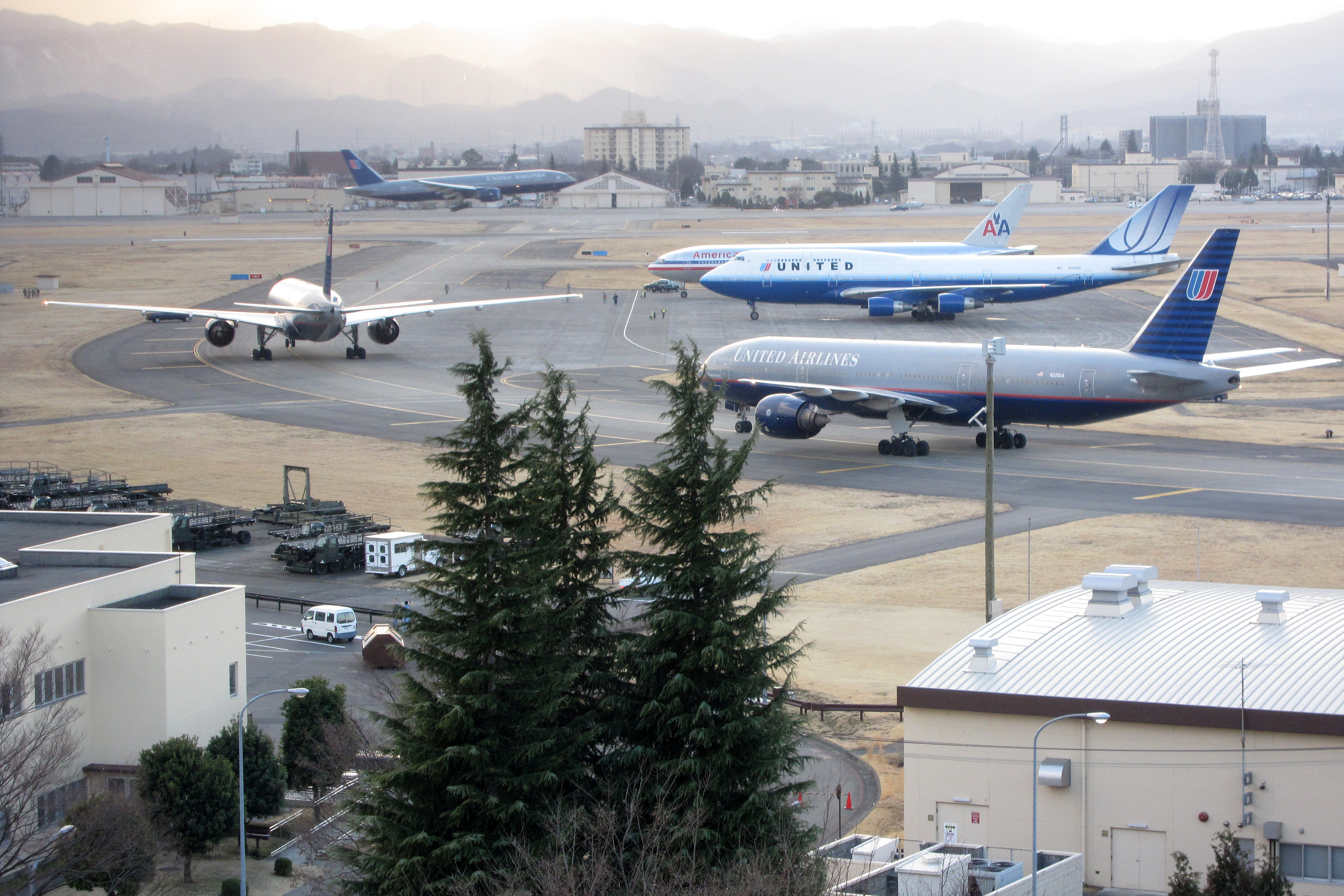
2011年311大地震期间，因成田机场設施受損，部份美國客機轉降横田基地
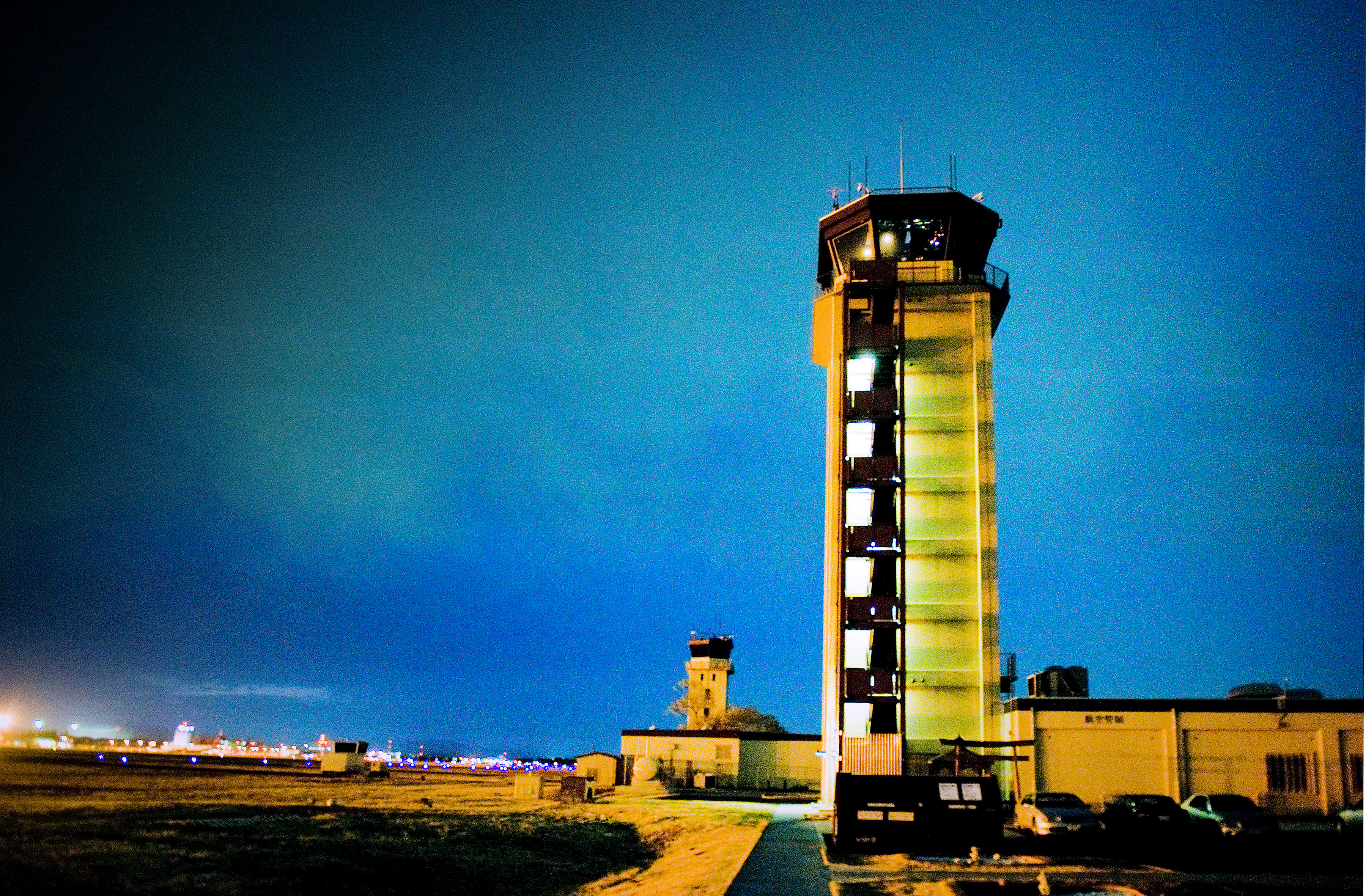
塔台
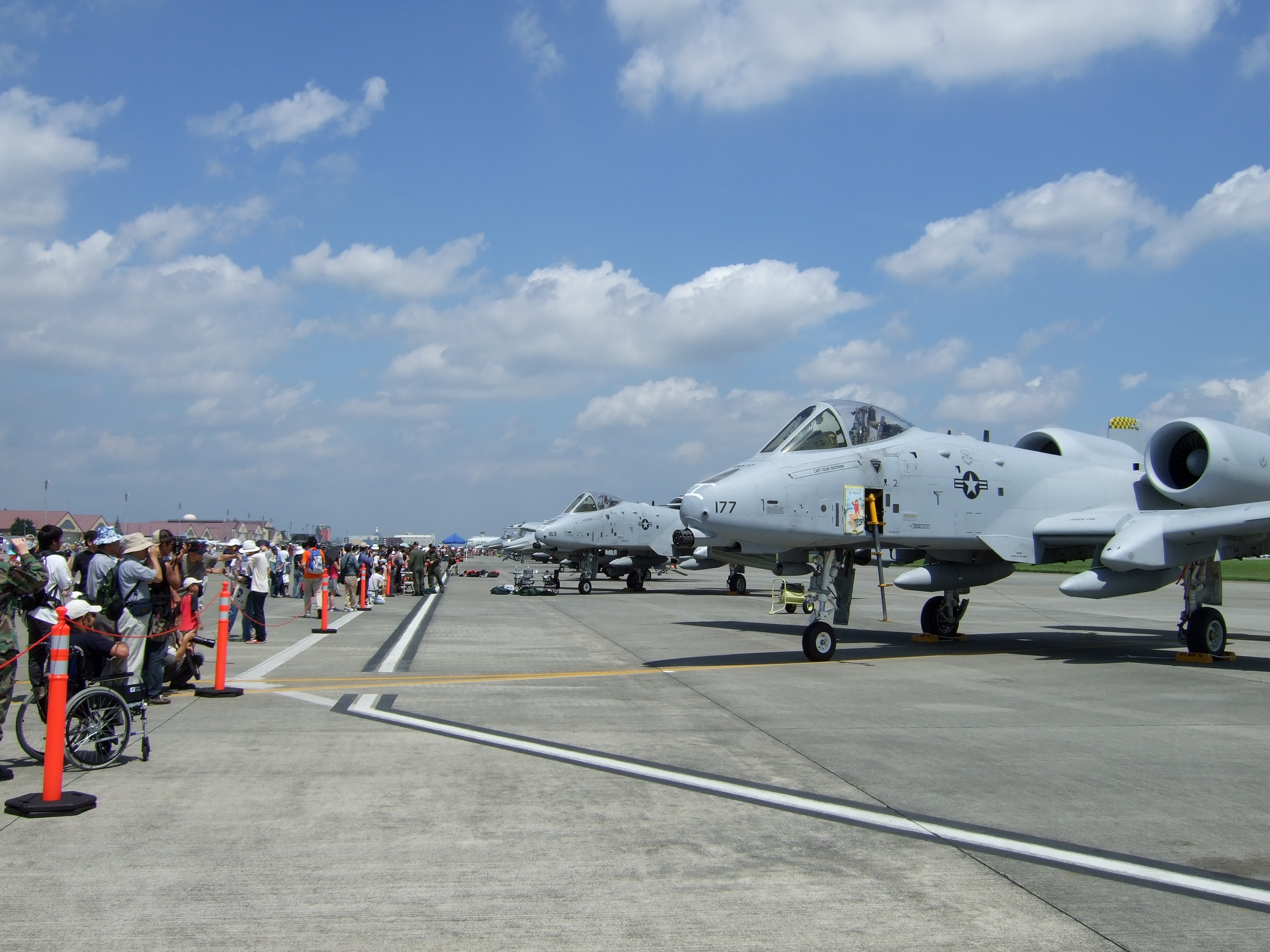
航空機展示
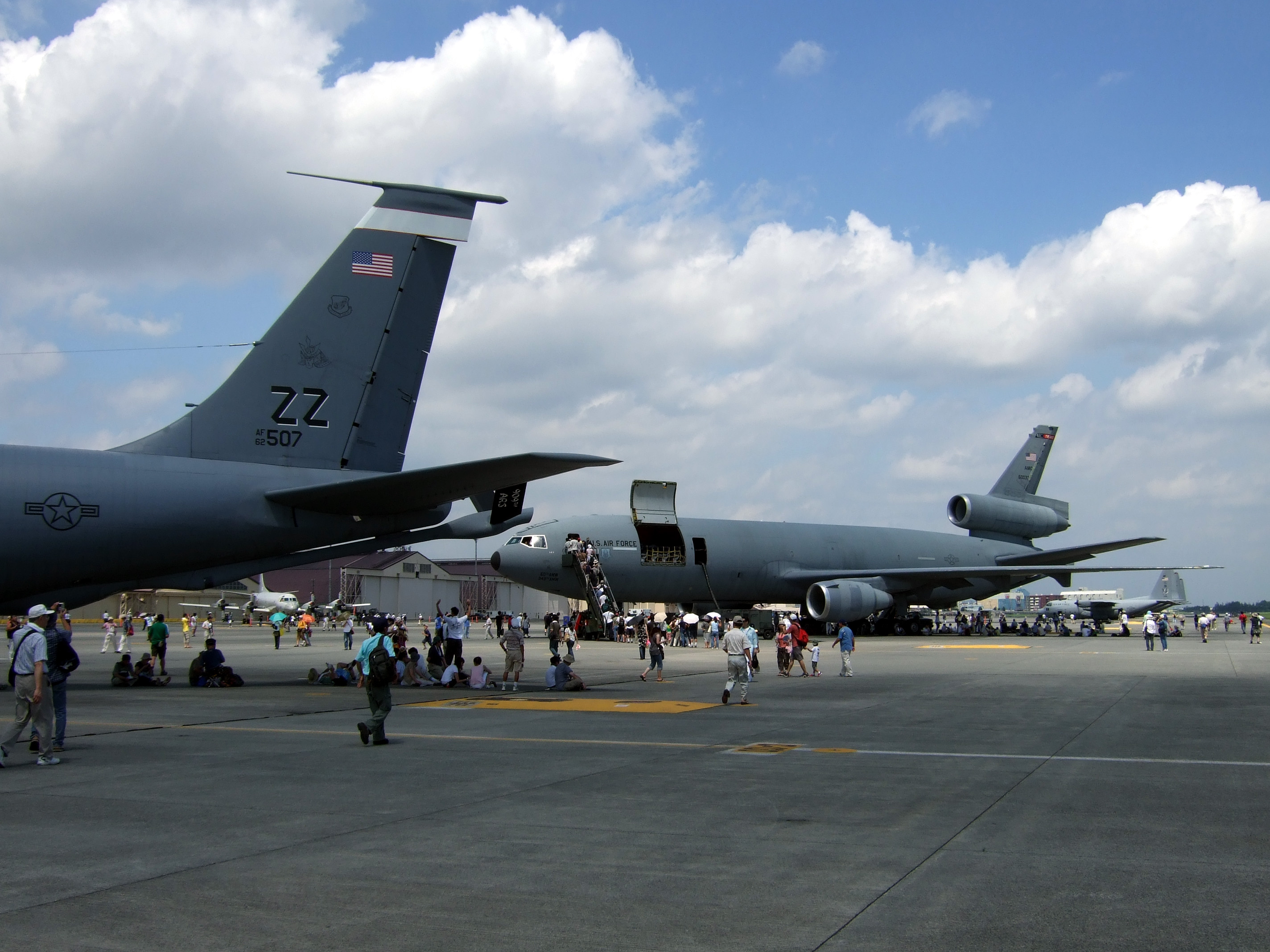
航空機展示
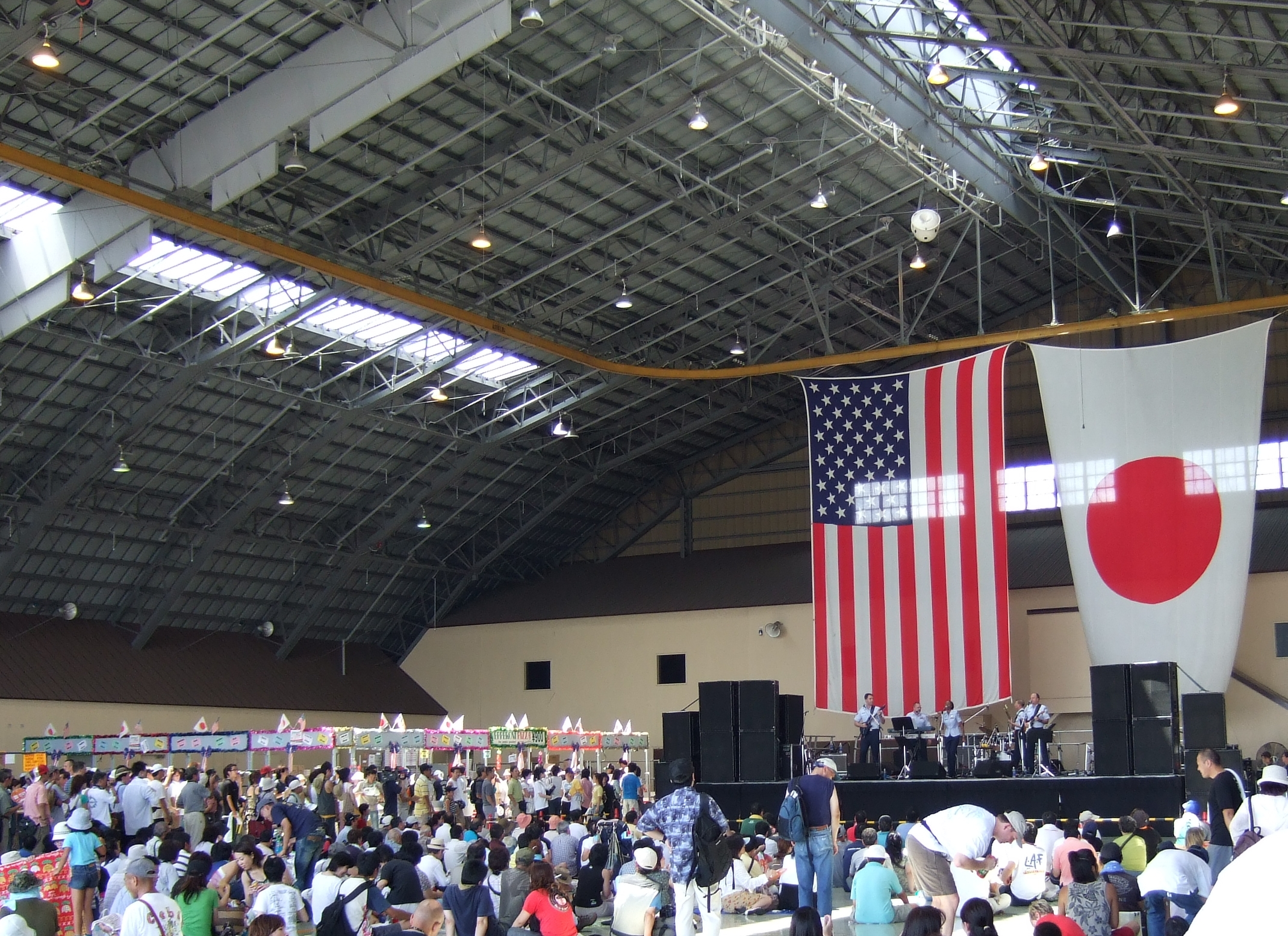
友好祭演奏

## 横田空域
横田進入管制区，通称「横田空域」（Yokota RAPCON），是以橫田飛行場為中心的軍用管制空域，覆盖了日本中部的東京都及另外8縣（北到新潟縣、南到伊豆半島中部、東到東京都的中野区―上板橋等、西到静岡縣中部）。低于23,000英尺（約7,010米）的飞行器均必须经过駐日美军航空管制官的指令飞行。羽田起飞的飞机往北陆九州方向的必须大回旋270度，然后急速升空到7000米以上，避开横田空域。飞大阪的飞机是运输省在60年代和美军谈判才允许通过的，但必须低空飞过横田空域才能升空到最佳飞行高度。飞往中国韩国的国际航班必须避开横田空域。

## 航空管制
| 種類               | 频率（VHF） | 频率（UHF）                      |
| CLR                | 131.400MHz  | 249.950MHz                       |
| GND                | 133.200MHz  | 308.600MHz                       |
| TWR                | 134.300MHz  | 315.800MHz                       |
| DEP                | 122.100MHz  | 363.800MHz                       |
| APP/ARRIVAL（A區） | 123.800MHz  | 317.850MHz                       |
| APP/ARRIVAL（B區） | 120.700MHz  | 261.400MHz                       |
| APP/ARRIVAL（C區） | 118.300MHz  | 270.600MHz                       |
| PILOT DISPATCH     | 119.000MHz  | 313.600MHz                       |
| ATIS               | 128.400MHz  | 281.000MHz                       |
| TERMINAL           |             | 313.600MHz                       |
| AMC COMMAND POST   | 128.000MHz  | 276.200MHz 325.800MHz 349.400MHz |
| METRO              |             | 344.600MHz                       |

## 航空保安無線設施
| 局名 | 種類        | 频率      | 識別信號 |
| ---- | ----------- | --------- | -------- |
| 横田 | TACAN       | （CH 85） | YOK      |
| 横田 | ILS(R/W 36) | 109.7MHz  | I-YOK    |
| 横田 | ILS(R/W 18) | 108.7MHz  | I-YAS    |

## 健康问题
截至2023年1月，横田基地内储存有140万升被有机氟化物污染的水，分别储存于该基地内的7个储水罐中。其中一个储水罐存有950升污染水，其有机氟化物浓度超过每升18万纳克，为日本对地下水和河流有机氟化物含量安全标准每升50纳克的3600倍以上。5月，东京多摩地区一些居民的血检结果显示有机氟化合物超标，人們懷疑污染源來自横田基地。7月25日，日本环境省召开专家会议，围绕美军横田基地周边区域检测出有健康威胁的全氟和多氟烷基物质问题，日本政府拟扩大居民血液检测规模。

## 外部連結
- Yokota AB,Japan （页面存档备份，存于） - 美國空軍、橫田基地官方網站
- 素顔的橫田基地 - 橫田基地日本人職員的網站
- 橫田飛行場的民間航空利用 - 東京都網站
- 福生市與橫田基地 - 東京都福生市網站